# 三河口镇 (麻城市)
三河口镇，是中华人民共和国湖北省黄冈市麻城市下辖的一个乡镇级行政单位。

## 行政区划
三河口镇下辖以下地区：
童家河村、舒家畈村、万寿集村、槐树坳村、小河沟村、余家洼村、杉树坪村、夏家冲村、汪家湾村、河铺村、汪家冲村、金盘地村、桥头村、商家湾村、前畈村、何家畈村、九歇山村、吴河村、石头板村、平斗山村、程鹏畈村、八磊石村、鲍家湾村、河西村、梅家畈村、殷家山村、狮子峰村、喻家畈村、张广河村、香草园村、坳峰河村、刘家河村、马王河村、周家河村、黄土咀村、阳家冲村、饶家畈村、半道城村和碧绿河水库社区。